# (9117) Aude
(9117) Aude (1997 FR1) – planetoida z grupy pasa głównego asteroid okrążająca Słońce w ciągu 3,77 lat w średniej odległości 2,42 j.a. Odkryta 27 marca 1997 roku.